# História do Sport Club do Recife
A história do Sport Club do Recife, foi iniciada no ano de 1905, por um estudante pernambucano chamado Guilherme de Aquino Fonseca, que vinha da Inglaterra fascinado pelo novo esporte daquele país, o futebol. O Sport Club do Recife foi fundado a 13 de maio de 1905 na Associação dos Empregados do Comércio do Recife, e, a partir daí, teria grande admiração de uma fiel nação de seguidores.
Ao longo dos anos, o Leão da Ilha se consolidou como um dos mais fortes clubes do Brasil, com conquistas no futebol, a exemplo do Campeonato Brasileiro de 1987, e da Copa do Brasil de 2008, como também nos esportes olímpicos, com conquistas dos mais diversos valores, além de possuir e enriquecer um grande aparato estrutural. O espírito da luta e da garra sempre foram características deste clube Bicampeão Nacional da elite brasileira.

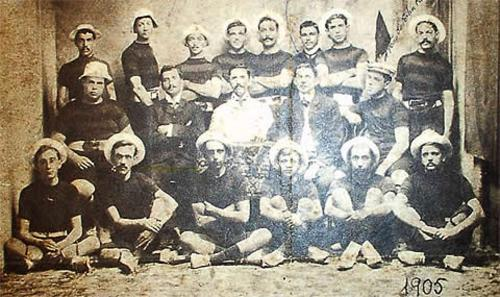
Primeiro time do Sport, em 1905.

| “ | O Sport será um autêntico campeão, pois nasceu sob o signo da valentia e dele jamais se apartará. | ” |
|   | — Guilherme de Aquino Fonseca, fundador do Sport, em 1905.                                        |   |

## 1905: A fundação
A fundação aconteceu na tarde de um sábado, 13 de maio de 1905, na Associação dos Empregados do Comércio de Pernambuco. O primeiro jogo do recém criado "Club" ocorreu em junho daquele ano contra o English Eleven, um time formado pelos funcionários de companhias inglesas instaladas no Recife. A partir de então, teve início a história do clube com mais títulos e patrimônio físico de Pernambuco.
| “ | Esteve bastante concorrida a festa de inauguração deste club, comparecendo crescido número de senhoritas e cavalheiros. Constou o festival de uma partida de football em que tomaram parte sócios do Sport Club e do English Eleven. A partida foi bem jogada de ambas as partes, havendo um empate. Felicitamos a diretoria do Sport Club pela vitória alcançada, pois sendo uma sociedade nova, não se deixou vencer pelo English Eleven. | ” |
|   | — Diario de Pernambuco (24/06/1905).. |   |

O primeiro jogo de futebol do Sport aconteceu em 22 de junho contra o English Eleven, um time formado de funcionários de empresas inglesas sediadas no Recife, e apesar do favoritismo dos ingleses, considerados os pais do futebol o Sport consegue um glorioso empate por 2 x 2. Primeiro Time do Sport: Goleiro: L. F. Lhatam / Zagueiros: L. Parrot e E. Nosworthy. / Médios: A. G. Silva, Calander, E. Ramiro. / Atacantes: Guilherme Fonseca (capitão), Coimbra, Alberto Amorim, J. Oliveira e Torquatro Gonçalves.

### 1906- A primeira vitória
Aconteceu no dia 29 de abril de 1906 em jogo realizado na campina do Derby, 1x0 sobre o Western Telegraph, um time de funcionários desta companhia inglesa instalada na capital pernambucana, o gol rubro negro foi marcado pelo atacante Fellows.

## 1916 - 1917 - Primeiros títulos

### 1916-Primeiro Título Estadual
Ano em que o clube filia-se a Liga Sportiva Pernambucana (LSP), e na primeira vez que o Sport disputa o Pernambucano  conquista o título, numa final realizada no dia 16 de dezembro contra o Santa Cruz que terminou com o placar 4x1, com gols de Lalor Motta (2), Asdrúbal e Vasconcelos. O Sport inovou trazendo o zagueiro Paulino do América-RJ.
Time do Sport: Luiz Cavalcanti, Briant e Paulino; Town, Robson e Smerthurst; Asdrúbal, Lalor Motta, Anagam, Vasconcelos e Smith.

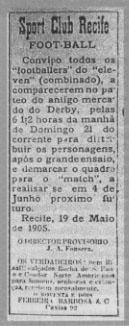
Convite para o primeiro jogo do Leão.

### 1917- Primeiro Bicampeonato
O Sport, reforçado pelo atacante Ciro Werneck oriundo do Botafogo, vence de virada o Santa Cruz por 3x1 e levanta o seu primeiro Bicampeonato Pernambucano.
Time do Bicampeonato: Cavalcanti, Briant e Paulino; William, Teague e Salazar; Hogger, Ciro Werneck, Tobias, Batista e Zé Luís.

## 1918 - 1937: Era Avenida Malaquias

### 1918-Campo da Avenida Malaquias
O Sport começa a mandar seus jogos no Campo da Avenida Malaquias, que pertenceu ao Sport de 1918 até 1937, o primeiro estádio do clube rubro-negro, cuja arquibancada de madeira e ferro foi comprada junto ao Fluminense/RJ. O Sport jogou lá exatamente 235 vezes.
A estrutura do campo era de 75 metros de comprimento e 40 metros de largura – foi trazida de navio para o Recife. O Flu se desfez de seu antigo estádio após construir as Laranjeiras, que se tornou o maior do Brasil. Já o estádio leonino supriu uma grande carência do futebol pernambucano, que tinha apenas campos murados.

### 1919-Primeira Excursão e Criação do Escudo
O Sport, como sempre pioneiro, faz uma excursão para Belém-PA, que era então um centro de futebol mais desenvolvido. Empatou por 3x3 contra um combinado Remo-Paysandu. Em seguida, na disputa do troféu Leão do Norte, um belo bronze francês onde havia uma escultura de um leão, o Sport venceu o mesmo combinado por 3x2, levando a peça, o que deixara inconformada a torcida paraense que tentou retomar o cobiçado troféu, ocasião em que a cauda do leão foi partida. A partir desta conquista, foi criado o escudo rubro-negro, com um leão como símbolo. O troféu é mantido até os dias de hoje, com sua cauda partida, unida por um laço, na Sala de Troféus do Sport.

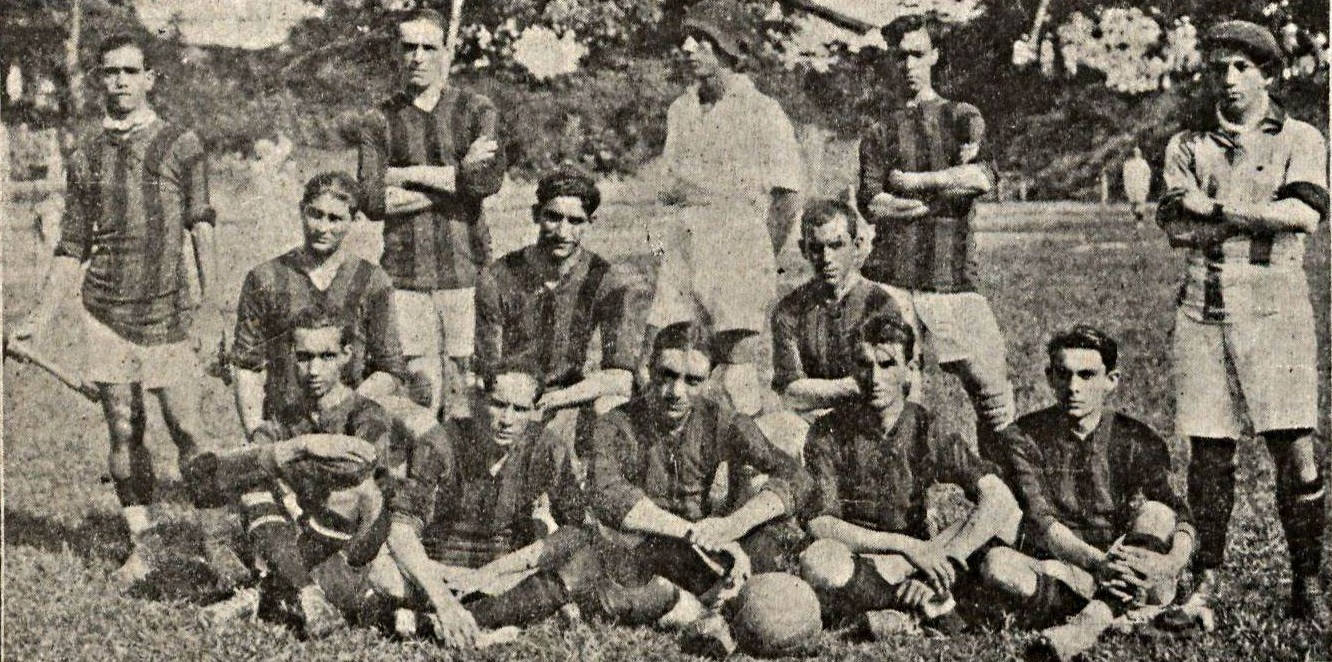
Time-base Sport Recife 1919: Franco, Chalmers e Armindo; Manta, Mazulo I e Eurico; Salazar, Baptista, Mazulo II, Benedicto e Rodrigues.

### 1923-24-25- Primeiro Tricampeonato
O Sport conquista o seu primeiro Tricampeonato Pernambucano. Em 1923 uma campanha quase perfeita: 12 jogos com 11 vitórias e apenas 1 derrota. Em 1924 mais uma boa campanha: 13 jogos com 11 vitórias, 1 empate e 1 derrota. Fechando o Tricampeonato, em 1925, o Sport somou 7 vitórias, 2 empates e 1 derrota.
Time-base: Jucá, Alarcon e Pedro Sá; Adhemar, Altino e Aureliano; Witham, Dubeux, Péricles, Ary e Aluízio.

### 1935-A Sede

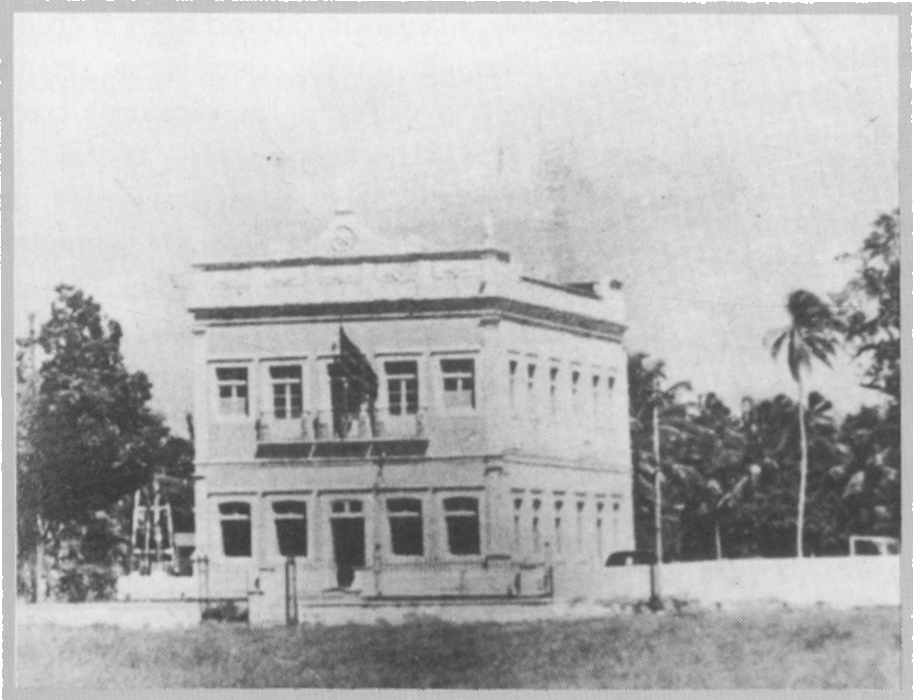
Sede do Sport Recife com 14 hectares, na freguesia de Afogados, Ilha do Retiro, nº 56.

O Sport compra o terreno da sua sede. A data histórica é 29 de novembro e o preço pago pela então chamada "Chácara da Ilha do Retiro" foi 53 contos de réis.  

## 1937 - 1957: Era Ilha do Retiro, Copa do Mundo e o cinquentenário

### 1937-A Ilha do Retiro
No dia 4 de julho o Sport inaugura o Estádio da Ilha do Retiro (nome dado por ter sido construído sobre uma ilha e aterrado em torno) que mais tarde seria batizada com o nome de Adelmar da Costa Carvalho, Presidente nos títulos de 1955 e 1956. Foi em um amistoso contra o Santa Cruz, que o Leão venceu num jogo disputado que acabou 6x5. Os destaques do jogo foram Artur Danzi, autor do primeiro gol da Ilha e Haroldo Praça, que marcou o gol da vitória. No dia 11 de julho houve o primeiro jogo do Campeonato Pernambucano, Sport x Tramways que acabou 2x2.
| “ | Pra mim o meu Sport é religião.                                | ” |
|   | — Eunitônio Edir Pereira, compositor do Hino Oficial do Sport. |   |

### 1941-1942-O Sport brilha em gramados do Sul
No início dos anos 40 havia uma direrença muito grande do futebol do Sudeste e do Sul para o futebol do Norte/Nordeste. Jamais um time nortista tivera a audácia de empreender uma temporada pelo Sul/Sudeste do Brasil. Em dezembro de 1941, o Sport começou a realizar sua temporada pelo Sul/Sudeste do país, que para muitos, jornalistas e até torcedores era uma excursão suicida.
O Sport jogou em Minas Gerais, Rio de Janeiro, São Paulo, Paraná, Santa Catarina e Rio Grande do Sul. Disputou dezoito partidas, vencendo onze: 5x1 América-MG, 4x2 Atlético-MG, 1x0 Britânia-PR, 4x0 Coritiba, 3x1 Coritiba, 5x0 Savóia-PR, 5x3 Joinville-SC, 3x2 Força e Luz-RS, 3x0 Grêmio, 5x4 Vasco e 3x1 Flamengo, empatando dois (0x0 Palestra Itália-MG e 2x2 Internacional) e perdendo apenas cinco jogos (1x3 Flamengo, 3x4 Santos, 5x8 Juventus-SP, 1x2 Coritiba e 2x4 Avaí).
O time do Sport impressionou a imprensa e os clubes do Sul. Alguns de seus jogadores foram contratados para jogar em outros clubes. Zago, Djalma Bezerra e Ademir ficaram no Vasco. Magri no América-RJ. Pirombá no Flamengo, e Pinhegas no Fluminense. Esta temporada ficou marcada na história do futebol pernambucano e nordestino.
O plantel era o seguinte: Navamuel, Bibi, Ciscador, Walfredo, Magri, Salvador, Furlan, Mulatinho, Ademir, Manoelzinho, Pirombá, Djalma Bezerra, Clóvis, Zago e Pinhegas.
| “ | O clube do meu coração é o Sport Club do Recife.  | ” |
|   | — Ademir de Menezes, ídolo e artilheiro do Sport. |   |

### 1948-1949: Vavá e o bicampeonato pernambucano

Vavá.

Vavá, o Leão da Copa, esteve presente na preparação e em uma das conquistas do Sport Club do Recife. Mais precisamente, no Campeonato Pernambucano de 1949, competição em que o Leão bateu, na final, o Santa Cruz e faturou seu último título na década de 1940.
Um ano antes, o Sport vencia o América na grande final do Campeonato Pernambucano de 1948.
Como em 1948, sob a orientação do Presidente José de Andrade Médicis - que, hoje, dá nome ao CT do Leão -, em 1949, o Presidente José Lourenço Meira de Vasconcelos ordenou Vavá e os demais jogadores do Leão, a exemplo de Manuelzinho, Arquimedes, Zildo e Varejão, para que realizassem treinamentos, tanto na Ilha do Retiro, quanto na praia, localizada no bairro do Pina no Recife, comandados pelo técnico uruguaio Salvador Perine.
À época, tratava-se de uma posição incomum, devido à tradição dos treinos serem nos campos de jogo, apesar da certa proximidade entre o bairro da Ilha do Retiro e o bairro do Pina, distando, aproximadamente, 6 km.
Tal decisão, nestes dois anos, foi bancada pela diretoria que passou a levar parte dos treinamentos físicos à praia, o que, de fato, atraiu a atenção de torcedores do Sport, além dos rivais e demais curiosos.
Por fim, o Sport tornou-se Bicampeão Pernambucano em 1948/1949.
Anos antes do Sport Club do Recife realizar treinos no local, Ademir de Menezes foi descoberto por outro técnico uruguaio, chamado Ricardo Díez, enquanto jogava futebol na areias da praia leonina.
No ano de 2009, época em que o Leão disputava a Copa Libertadores da América, a patrocinadora Cimento Nassau organizou uma homenagem pelos 60 anos do Bicampeonato Pernambucano, conquistado em 1949, ao montar uma estrutura com telão nas areias da Praia do Pina.
A torcida compareceu e pode assistir a partida de ida entre Sport e Palmeiras, válida pelas oitavas de final da competição continental, repetindo o feito da década de 1940, quando torcedores se dirigiam a praia, localizada no bairro do Pina, para assistir aos treinos sportistas.
Hoje em dia, apesar da ligação histórica, os treinos do Papai da Cidade, passaram da Praia do Pina para a limítrofe Praia de Boa Viagem.

### 1950-Copa do Mundo
A Ilha do Retiro teve a honra de sediar uma partida válida pela Copa do Mundo de 1950 entre Chile x EUA, que acabou 5x2 para os chilenos.

### 1955- Cinquentenário
O Sport é Campeão no seu Cinquentenário, vencendo o Náutico por 3x2 sob o comando de Gentil Cardoso e destaques como Moreira,Traçaia,Naninho,Gringo,Soca.
Time da final: Osvaldo, Bria e Pedro Matos, Osvaldinho, Eli e Pinheirense, Traçaia, Naninho, Gringo, Soca e Geo.

## 1957-1968: Excurções internacionais

### 1957-Excursão pela Europa e Oriente Médio

Time do Sport, 1959. Arquivo Nacional.

O Sport realiza sua primeira excursão ao "Velho Mundo" e apesar das muitas dificuldades e contusões durante a viagem, conquistou resultados significativos, além disso teve como destaque nessa excursão o amistoso realizado com Real Madrid Club de Fútbol no Santiago Bernabéu em Madrid.

### 1961- Excursão ao Suriname
Após a excursão à Europa e Oriente Médio o Sport voltou a jogar em terras estrangeiras em 1961 quando decidiu promover algumas partidas no Suriname, o clube estava em excursão pelo Norte do Brasil e aproveitou a proximidade geográfica para se apresentar na antiga colônia holandesa. Em território surinamês, o Sport conquistou três vitórias em três partidas,
duas contra o selecionado local e uma contra o SV Transvaal, único time do Suriname com projeção continental, possuindo dois títulos da Copa dos Campeões da CONCACAF (atual Liga dos Campeões da CONCACAF, principal torneio de clubes desta confederação, cujo título dá vaga ao Mundial de Clubes da FIFA).
Time-base: Dirceu; Alemão e Sinval; Michel, Tomires e Nenzinho; Djalma Freitas, Bé, Osvaldo, Raúl Bentancor e Elcy. (Outro titular: Bria.) Técnico: Palmeira.

### 1961-1962- Bicampeão Pernambucano
O novo time do Sport foi montado a partir de 1960, com jogadores experientes, todos de reconhecida qualificação técnica. O time era formado por Manga, Bria, Alemão, Tomires e Nenzinho; Laxixa e Raúl Bentancor; Traçaia, Djalma Freitas, Osvaldo e Elcy. Com o goleiro Dirceu no lugar de Manga, e com o zagueiro Sinval na vaga de Bria, esse time iniciava em dezembro de 1961 a jornada de mais um bicampeonato, vencendo na final o Náutico do novato Ênio Andrade por 3x2 na Ilha do Retiro.
O Sport seria Bicampeão no outro dezembro, mudando apenas o adversário da final. Em vez do Náutico, o outro histórico rival, o Santa Cruz.  Algumas modificações foram realizadas: Nelson na zaga  direita, Leduar no lugar de Laxixa e Adelmo na posição de Osvaldo com o comando do técnico Palmeira.

### 1963- Primeiro torneio internacional
A boa campanha na Taça Brasil de 1962, semifinalista sendo eliminado apenas pelo Santos de Pelé, rendeu ao Sport um convite para aquele que seria o primeiro torneio internacional de sua história: a Internacional Soccer League, conhecida no Brasil como Torneio de Nova York.  A competição contou com 14 clubes de diversos países, separados em 2 grupos.  O Sport, comandado pelo técnico Palmeira, terminou na 4º colocação do seu grupo, com 2 vitórias, 2 empates e 2 derrotas. O West Ham United acabou conquistando o título daquela competição.
Time-base do Sport no Torneio de Nova York de 1963: Dirceu; Baixa, Alemão, Tomires e Juths; Leduar e Raúl Bentancor; Garrinchinha, Adelmo, Abílio e Djalma Freitas. Técnico: Palmeira.
Outros titulares:
Valter, Fioti, Nenzinho e Fescina.

## 1968: Conquista inédita do Torneio Norte-Nordeste
No início do ano de 1969, o Sport conquista o Torneio Norte-Nordeste. O Leão sagrou-se campeão inter-regional após derrotar o Remo em duas partidas: 1–3 no Baenão, em Belém, e 2–1 na Ilha do Retiro, no Recife.

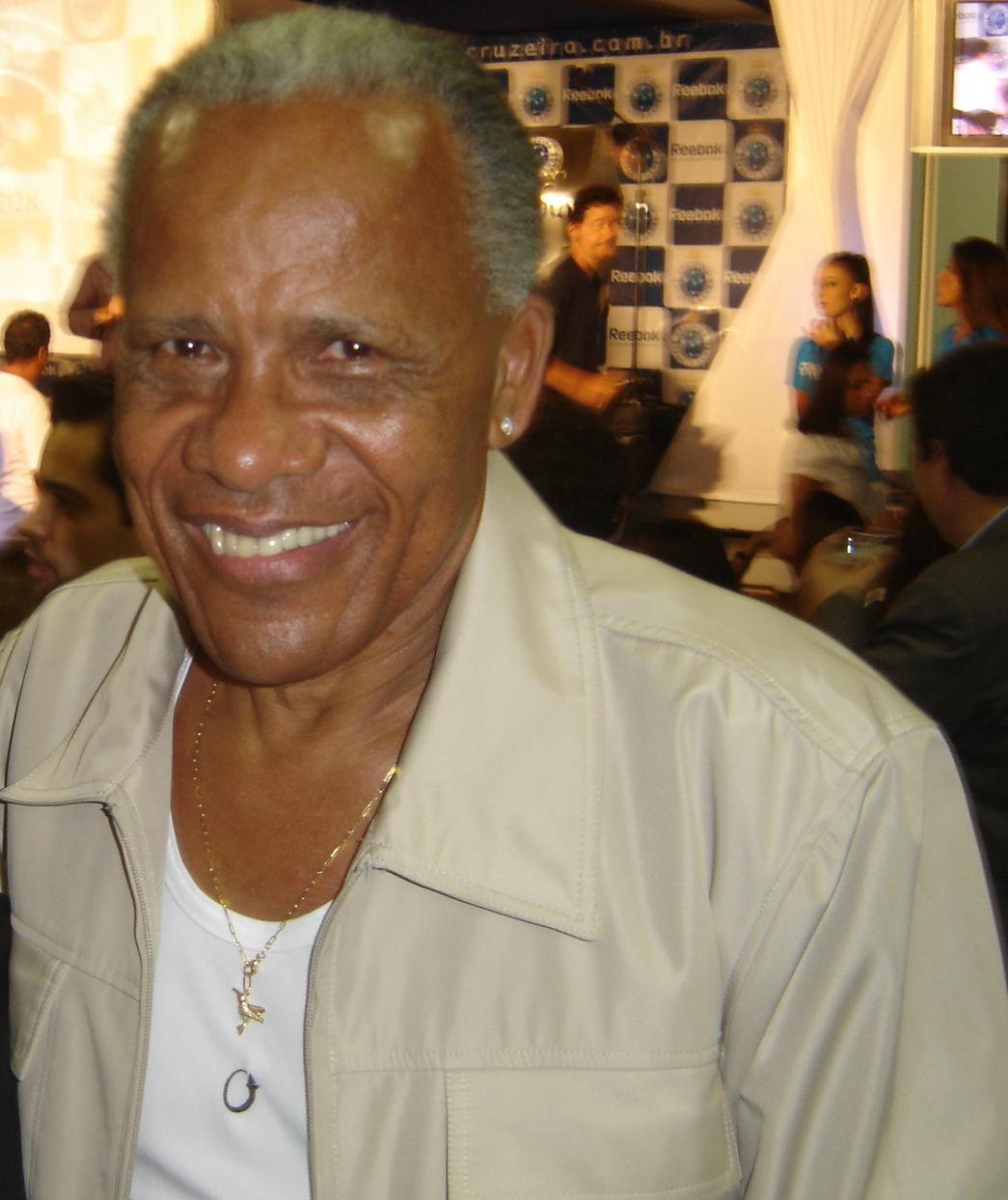
Dadá Maravilha, ídolo do Sport na década de 1970.

## 1968-1987: A grande jejum e títulos estaduais

### 1975- Fim do jejum
O Sport põe fim a um longo período sem títulos estaduais e conquista o 20º campeonato pernambucano de sua história, com a equipe que ficou conhecida como o Supertime da Ilha.
| “ | O Sport Club do Recife fez, fez um Supertime! Hoje vai jogar o Supertime da Ilha, hoje vai jogar! | ” |
|   | — Quinteto Violado.                                                                               |   |

### 1977- Um jogo de 158 minutos
O Sport conquista mais um título pernambucano numa partida sensacional contra o Náutico. Nos 90 minutos regulares houve uma vitória do Náutico por 1x0, quando o empate favoreceria o Sport. Veio então a primeira prorrogação, depois a segunda, a terceira, e só na quarta prorrogação, com 158 minutos de jogo e os jogadores exaustos, Mauro, quase caindo, num esforço sobre-humano chutou certeiro decretando o título do Sport.
Time da Final: Gilberto, Cardoso, Samuel, Djalma e Nelsinho; Cacau e Pitta (Tovar); Amílton Rocha (Roberto), Mauro, Totonho e Darci. Téc.: Ênio Andrade.

### 1978- Sport fora do Estadual
O Sport briga com a FPF e não disputa o Pernambucano de 1978. O presidente do Sport diz que “em pescoço de leão, canga não, só a Juba”. O mandatário rubro-negro acusava a FPF de ser sempre a “campeã” nos campeonatos pernambucanos. O conselho do Sport apoiou unanimemente o presidente e o Sport não entrou na disputa.

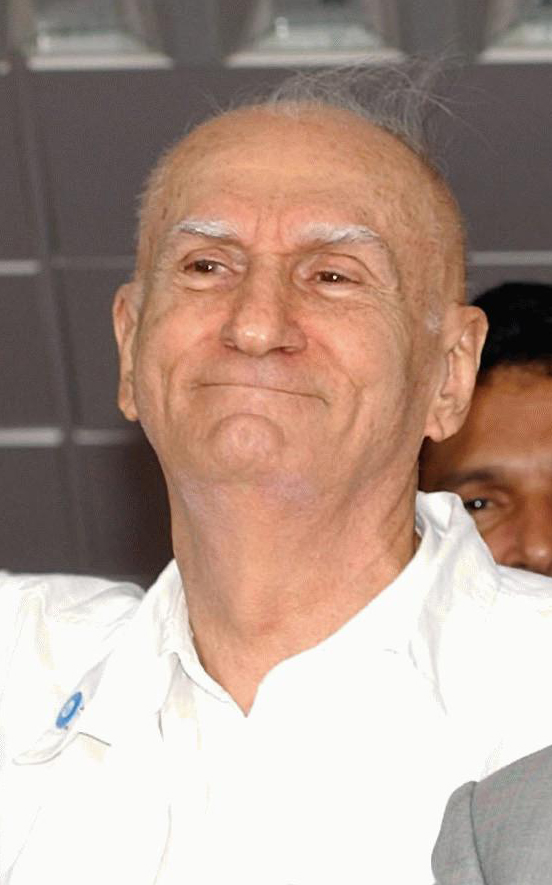
Ariano Suassuna, escritor e torcedor do Leão da Ilha.

### 1980-Campeão Pernambucano
O Sport vence o Santa Cruz por 2x0 quando só precisava de um empate e conquista o Campeonato Pernambucano com um gol de Edson, de pênalti, e Roberto Coração de Leão, numa cabeçada entre as pernas do goleiro tricolor.
Time da Final: País; Antenor, Jaime, Taborda e Romero; Givanildo, Mérica e Édson; Edu (Bill), Jorge Campos (Roberto) e Afrânio.
- Primeira reforma da Ilha

O Sport faz a primeira reforma da Ilha, levantando o setor onde hoje ficam a arquibancada, gerais, e o seu placar eletrônico.

### 1981-Supercampeonato Pernambucano
O Sport vence o Náutico por 2x0 e levanta o Bicampeonato Pernambucano, sendo este um Supercampeonato.
Time da Final: País, Vilson, Marião, Aílton e Chico Fraga; Merica, Givanildo e Denô; Nilson (Hêider), Roberto e João Carlos (Édson). Tec: Orlando Fantoni
| “ | Ser Sport é inexplicável!                        | ” |
|   | — Ariano Suassuna, escritor, poeta e dramaturgo. |   |

### 1982-Terceiro Tri
O Sport conquista seu terceiro Tricampeonato diante de um jogo duríssimo contra o Central onde só conseguiu dobrar os caruaruenses com um gol no segundo tempo da prorrogação. Neste mesmo ano o Sport perde o seu lateral Carlos Alberto Barbosa que se sentiu mal durante o jogo, foi levado ao hospital e não resistiu.
Time da Final: Serginho; Betão, Marião, Aílton e Augusto; Merica, Givanildo e Édson; Chiquinho (João Carlos), Carrasco (Roberto) e Joãozinho. Tec: Roberto Brida

## 1987 - 1988 - Conquista inédita do Campeonato Brasileiro de Futebol de 1987
Após tumultuada decisão por pênaltis, o título do Módulo Amarelo, disputado entre Sport e Guarani, ficou com o Leão. Através de decisão do Conselho Arbitral da CBF e Clube dos 13 antes do campeonato, ficou acertado que a decisão do Título Brasileiro do ano, sairia em partida decidida entre os campeões dos módulos Verde e Amarelo, onde o torneio quase não começa exclusivamente por esta questão. Clubes tradicionais como Sport, Vitória, Atlético-PR, Portuguesa, Bangu-RJ, Guarani (na época, Vice-campeão Brasileiro) e outros, não aceitavam ficar de fora do Módulo Verde e, por isso, a proposta do Conselho foi aprovada por todos os clubes. No final, Flamengo e Internacional, o Campeão e Vice do Módulo Verde não quiseram disputar o título geral com Sport e Guarani, perdendo seus jogos por WO. Sport e Guarani fizeram assim os dois jogos finais: 1x1, no Brinco de Ouro em Campinas, e 1x0 para o Sport, na Ilha do Retiro, em Recife. A conquista do título brasileiro é reconhecida, de forma exclusiva, pelo STJD, CBF, CONMEBOL e o órgão maior do futebol, a FIFA,
| “ | Sport, o Brasil é teu!                | ” |
|   | — Diario de Pernambuco (08/02/1988).. |   |

## 1988: Libertadores, a primeira competição internacional
No ano de 1988, graças ao título brasileiro, o Sport ganhou o direito de participar da Copa Libertadores da América, a mais importante competição de clubes do continente. Ao lado do Guarani, o Leão da Ilha ficou no Grupo 5, junto dos peruanos Universitario e Alianza Lima. Na primeira rodada, o Sport perde para o Guarani pelo placar de 1-0. Após o jogo inicial, o Rubro-negro Pernambucano viajou para disputar dois jogos fora do Brasil.
No segundo jogo, contra o Universitario, o Sport perde por 0-1 e, na terceira rodada, vence o Alianza Lima por 1-0, com gol de falta do lateral-direito Betão.
No returno, jogando fora de casa, perde, novamente, para o Guarani, por 1-4 o que dificulta sua campanha na Libertadores. Na quinta rodada, ainda buscando a classificação, o Sport goleia o Alianza Lima por 5-0 na Ilha do Retiro e torna o jogo histórico, pois foi a maior goleada daquela edição de Libertadores.
Na última rodada, o Leão precisava vencer o Universitario para classificar. Após diversas chances, um empate em 0-0 eliminou o Sport de sua primeira competição internacional.
Copa Libertadores da América de 1988 - Grupo 5